# Игуманија Харитина (Петрушевска)
Харитина Петрушевска (Скопље, 16. јун 1961) српска је монахиња и игуманија Манастира Бања Рисан.

## Биографија
Игуманија Харитина (Петрушевска) рођена 16. јуна 1961. године у Скопљу. Завршила је Филолошки факултет (француски и италијански језик) 1988. године у Скопљу. Замонашена је 5. августа 1992. године у Манастиру Бања од стране митрополита црногорско-приморскога Амфилохија добивши монашко име Харитина.
Одликована звањем игуманије од архиепископа цетињског митрополита црногорско-приморског Амфилохија Радовића 2011. године а постављена за настојатељицу 1993. године.